# Øster Hurup Sogn
Øster Hurup Sogn er et sogn i Hadsund Provsti (Aalborg Stift).
I 1899 blev Øster Hurup Kirke opført som filialkirke, og Øster Hurup blev et kirkedistrikt i Als Sogn. Det hørte til Hindsted Herred i Ålborg Amt. Als sognekommune inkl. kirkedistriktet blev ved kommunalreformen i 1970 indlemmet i Hadsund Kommune, der ved strukturreformen i 2007 indgik i Mariagerfjord Kommune.
Da kirkedistrikterne blev nedlagt 1. oktober 2010, blev Øster Hurup Kirkedistrikt udskilt som det selvstændige Øster Hurup Sogn.
I sognet findes følgende autoriserede stednavne:
- Fruerlund (bebyggelse, ejerlav)
- Haslevgårde Bakker (bebyggelse).
- Haslevgårde Strand (bebyggelse)
- Langerim (bebyggelse)
- Nørgårdshede (bebyggelse)
- Nørre Hurup (bebyggelse, ejerlav)
- Rønningen (bebyggelse)
- Rønningen (bebyggelse)
- Sellegårde (bebyggelse)
- Sellegårde Vest (bebyggelse)
- Sellegårde Øst (bebyggelse)
- Stenkisten (bebyggelse)
- Sønder Hurup (bebyggelse, ejerlav)
- Toften (bebyggelse)
- Tuerne (bebyggelse)
- Væltesbakke (bebyggelse)
- Øster Hurup (bebyggelse)